# Ribuloza-fosfatna 3-epimeraza
Ribuloza-fosfatna 3-epimeraza (EC 5.1.3.1, fosforibulozna epimeraza, eritroza-4-fosfat izomeraza, fosfoketopentozna 3-epimeraza, ksiluloza fosfat 3-epimeraza, fosfoketopentozna epimeraza, ribuloza 5-fosfatna 3-epimeraza, -ribulozna fosfat-3-epimeraza, -ribuloza 5-fosfatna epimeraza, -ribuloza-5-P 3-epimeraza, D-ksiluloza-5-fosfatna 3-epimeraza, pentoza-5-fosfatna 3-epimeraza) je enzim sa sistematskim imenom D-ribuloza-5-fosfat 3-epimeraza. Ovaj enzim katalizuje sledeću hemijsku reakciju
-ribuloza 5-fosfat {\displaystyle \rightleftharpoons } -ksiluloza 5-fosfat
Ovaj enzim takođe konvertuje D-eritroza 4-fosfat u D-eritrulozu 4-fosfat i D-treozu 4-fosfat.

## Literatura
- Nicholas C. Price; Lewis Stevens (1999). Fundamentals of Enzymology: The Cell and Molecular Biology of Catalytic Proteins (Third изд.). USA: Oxford University Press. ISBN 019850229X.
- Eric J. Toone (2006). Advances in Enzymology and Related Areas of Molecular Biology, Protein Evolution (Volume 75 изд.). Wiley-Interscience. ISBN 0471205036.
- Branden C; Tooze J. Introduction to Protein Structure. New York, NY: Garland Publishing. ISBN 0-8153-2305-0.
- Irwin H. Segel. Enzyme Kinetics: Behavior and Analysis of Rapid Equilibrium and Steady-State Enzyme Systems (Book 44 изд.). Wiley Classics Library. ISBN 0471303097.

## Spoljašnje veze
- Ribulose-phosphate+3-epimerase на 